# Университет „Макгил“
Университетът „Макгил“ (на френски: Université McGill) е научноизследователски университет в град Монреал, провинция Квебек, Канада.
Основан е през 1821 г. с кралска харта, издадена от крал Джордж IV. Университетът носи името на Джеймс Макгил, търговец от Монреал с шотландски корен, с чието завещание през 1813 г. е основан предшественикът на университета – колежът „Макгил“.